# Cody Hawkins
Pour les articles homonymes, voir Hawkins.
Cody Hawkins (né le 24 mars 1988 à Woodland) est un joueur américain de football américain. Il joue actuellement avec les Elephants de Catane dans le championnat italien de football américain.

## Enfance
Hawkins étudie à la Bishop Kelly High School où il joue dans l'équipe de football américain et de basket-ball. Il se révèle comme un excellent quarterback. Lors de sa dernière année, il donne quarante-deux passes pour touchdown et 2 783 yards et seulement cinq interceptions. Il remporte le titre de joueur de l'année dans l'Idaho.
Il est sollicité par de nombreuses universités comme Boise State, BYU, Colorado, Oregon ou encore Louisiane-Lafayette.

## Carrière

### Université
En 2006, Hawkins entre à l'université d'État de Boise après que son père, Dan Hawkins, entraîneur des Broncos de Boise State, lui est proposé une scolarité. Néanmoins, lorsque son père quitte Boise State pour l'université du Colorado, Hawkins suit son père. Il fait une saison de redshirt et ne joue aucun match.
En 2007, il est en concurrence pour le poste de titulaire avec Bernard Jackson et Nick Nelson. Dan Hawkins laisse le choix à son coordinateur offensif, Mark Helfrich, pour éviter de montrer tout favoritisme à son fils. Cody est choisi. Sur la saison, Hawkins réussi un pourcentage de 56,4 % à la passe avec dix-neuf passes pour touchdown et quinze passes interceptées. Les Buffaloes terminent sur un score de 6-7 mais participe à l'Independence Bowl 2007 et s'inclinent face aux Crimson Tide de l'Alabama 30 à 24.
La saison suivante, Hawkins est pressenti pour rester le quarterback titulaire mais il doit laisser sa place à Nelson et faire face à la concurrence du jeune Matt Ballenger. Pour sa dernière saison universitaire, il est mis titulaire lors des quatre premiers matchs, mais de mauvais résultats de sa part et de l'équipe oblige le staff à le remplacer le 10 octobre par Tyler Hansen.

### Professionnel
Hawkins n'est sollicité par aucune équipe professionnel à sa sortie de l'université. Il doit attendre 2011 pour être sollicité par les Mean Machines de Stockholm, équipe suédoise de football américain. Durant l'été 2011, il est sélectionné pour faire partie de l'équipe des États-Unis pour la Coupe du monde de football américain 2011 qu'il remporte avec son pays.
En 2012, il quitte Stockholm et signe avec les Elephants de Catane, évoluant dans le championnat italien.

## Famille
Il a deux sœurs et un frère. Ashley Hawkins travaille pour la société Nike alors que Britney Brady est mariée à Tim Brady qui a joué avec Boise State lorsque son père, Dan Hawkins, entraînait alors cette équipe. Son frère Drew Hawkins joue pour Boise State.

## Palmarès
- Joueur de l'année de l'État de l'Idaho 2005
- Champion du monde de football américain 2011